# Alborosie
Alborosie, właśc. Alberto D'Ascola (ur. 4 lipca 1977 w Marsali) – włoski muzyk reggae.
Jest multi-instrumentalistą – gra na pianinie, basie, gitarze oraz perkusji. Swoją muzyczną karierę zaczął w 1993 roku z zespołem reggae o nazwie Reggae National Tickets z miasta Bergamo. W 2001 roku przeniósł się na Jamajkę i rozpoczął karierę solową. Rozpoczął tam pracę jako inżynier dźwięku oraz producent, współpracował także ze znanymi artystami ze sceny reggae, takimi jak Gentleman czy Ky-Mani Marley. Jego pierwszy solowy album zatytułowany był Soul Pirate. Latem 2009 roku wydał swój drugi album pt. Escape from Babylon. W 2008 roku zagrał na festiwalu Uppsala Reggae Festival. Jego najbardziej znane utwory to „Rastafari Anthem”, „Kingston Town”, „Call Up Jah”, „Burnin and Lootin” (nagrany wraz z Ky-Mani Marleyem).

## Dyskografia
- Rough Tune (2007)
- Soul Pirate (2008)
- Soul Pirate: European Tour 2008 Limited Edition (2008)
- Escape From Babylon (2009)
- Escape From Babylon to the Kingdom of Zion (2010)
- 2 Times Revolution (2011)
- Sound The System (2013)
- Specialist Presents Alborosie & Friends (2014)
- Freedom & Fyah (2016)